# يو إف سي ليلة القتال: يوسف ضد باربوزا
يو إف سي ليلة القتال: يوسف ضد باربوزا (بالإنجليزية: UFC Fight Night: Yusuff vs. Barboza)‏ (يُعرف أيضًا باسم يو إف سي ليلة القتال 230 أو يو إف سي على إي إس بي إن+ 88) هو حدث لفنون القتال المختلطة ستنظمته يو إف سي، سيُقام في 14 أكتوبر 2023، على يو إف سي أبيكس في لاس فيغاس، نيفادا، الولايات المتحدة.

## الخلفية
كان من المتوقع أن يجري نزال في وزن الذبابة للسيدات بين كيسي أونيل وفيفيان أراوجو في يو إف سي 293. ومع ذلك، انسحبت أونيل بسبب الإصابة وتم استبدالها بجنيفر مايا في هذا الحدث.